# NGC 1136
NGC 1136 (другие обозначения — ESO 154-19, FAIR 732, AM 0249-551, IRAS02493-5510, PGC 10807) — спиральная галактика с перемычкой (SBa) в созвездии Часы.
Этот объект входит в число перечисленных в оригинальной редакции «Нового общего каталога».
Галактика NGC 1136 входит в состав группы галактик ESO 154-10. Помимо NGC 1136 в группу также входят NGC 1031 и ESO 154-10.